# Ірдим (присілок)
Ірди́м (рос. Ирдым) — присілок у складі Верхошижемського району Кіровської області, Росія. Входить до складу Калачигівського сільського поселення.
Населення становить 3 особи (2010, 5 у 2002).
Національний склад станом на 2002 рік — росіяни 100 %.